# Westmoreland City Park

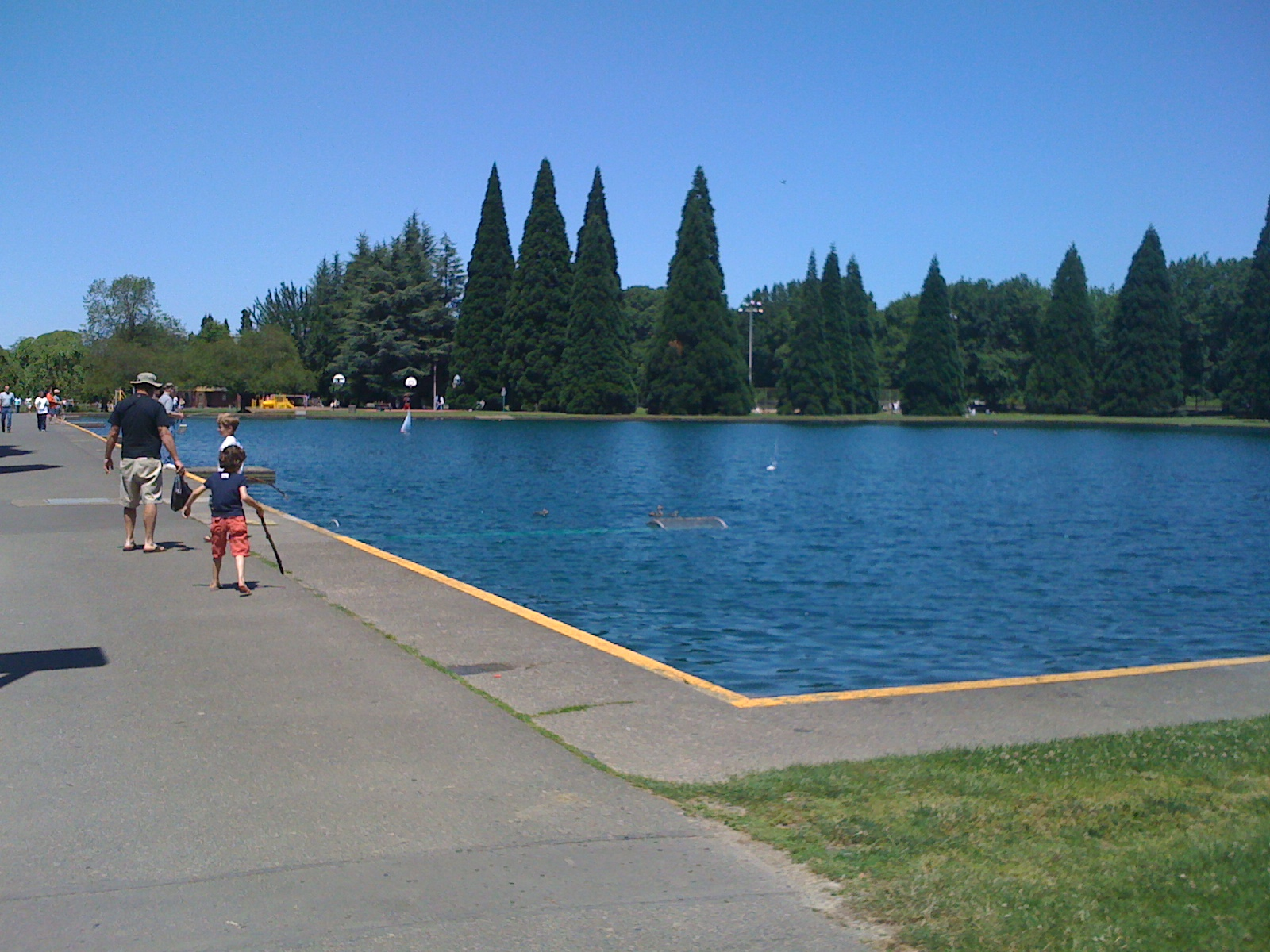
Im Westmoreland Park (2009)

Der Westmoreland City Park ist eine etwa 17 Hektar große Park- und Sportanlage in Portland im US-Bundesstaat Oregon in den Vereinigten Staaten. Der Park befindet sich im östlichen Stadtzentrum, am Southeast McLoughlin Boulevard und Bybee Boulevard.

## Geschichte
Im Januar 1936 erwarb die Stadt Portland das als Broom Field bekannte Gelände, zuvor Teil einer Viehweide, um es als Parkanlage herzurichten. Der Architekt Francis B. Jacobberger bekam einen Planungsauftrag, der jedoch nicht zum gewünschten Erfolg führte. 1938 bemühte sich Nick Sckavone, ein Apotheker und Baseballfan, das stadtnahe Grundstück mit einem Baseballfeld zu versehen. 1939 bewilligte die Stadt 197.299 USD, davon 42.000 USD zweckgebunden für den Bau des Sportplatzes. 1979 wurde im Park die Uroboros-Skulptur des Künstlers Charles Kibby eingeweiht. 1989 investierte die Stadt 375.000 USD zur Sanierung der Infrastruktur. Am 23. Juni 1992 wurden die Sportanlagen offiziell wiedereröffnet.
Heute beinhaltet der Sportkomplex im Westmoreland City Park neben der Baseballstätte einen Basketballplatz, ein American Footballfeld, eine Tennisanlage, ein Fußballfeld sowie einen Softballplatz.